# Voi ma mút thảo nguyên
Voi ma mút thảo nguyên, tên khoa học Mammuthus trogontherii, là một loài voi ma mút đã tuyệt chủng. Hóa thạch có niên đại từ 600.000 - 370.000 năm về trước thuộc thế Pleistocen.
Cùng với Mammuthus meridionalis và Deinotherium, voi ma mút thảo nguyên là những loài có vòi lớn nhất đã từng tồn tại, nó cao khoảng 4,50 m (15 ft). Các ngà cong của nó có thể dài tới 5,20 m (18 ft) ở những con đực già.

## Hóa thạch
Hóa thạch chủ yếu được phát hiện là răng, còn các xương là rất hiếm. Bộ xương hoàn chỉnh nhất được phát hiện năm 1996 ở Kikinda, Serbia. Mẫu vật là con cái, cao khoảng 3,7 m (12 ft); dài 7 m (23 ft); ngà dài 2,7 m (8,9 ft) và ước tính có khối lượng khoảng 7 tấn khi còn sống
Một voi ma mút thảo nguyên khá hoàn chỉnh khổng lồ được khai quật trong các vách đá của Tây Runton ở Norfolk, Vương quốc Anh, nó bảo tồn hàm và răng của mình nhưng thiếu phần hộp sọ của nó. Một hộp sọ hiếm được tìm thấy trong Auvergne, Pháp, trong năm 2008 sẽ được kiểm xét bởi Dick Mol và Frédéric Lacombat trong bảo tàng Crozatier.

## Hình ảnh

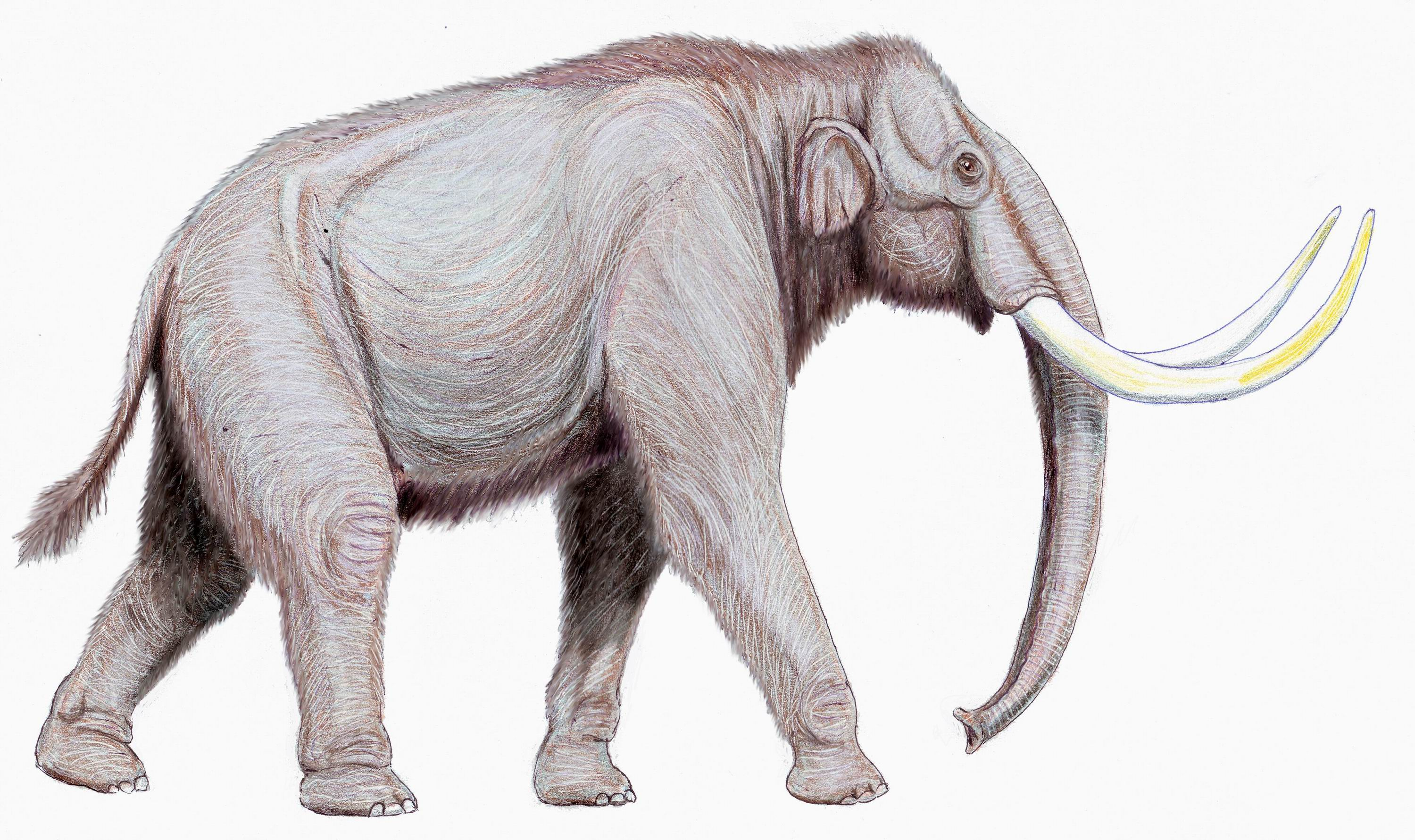
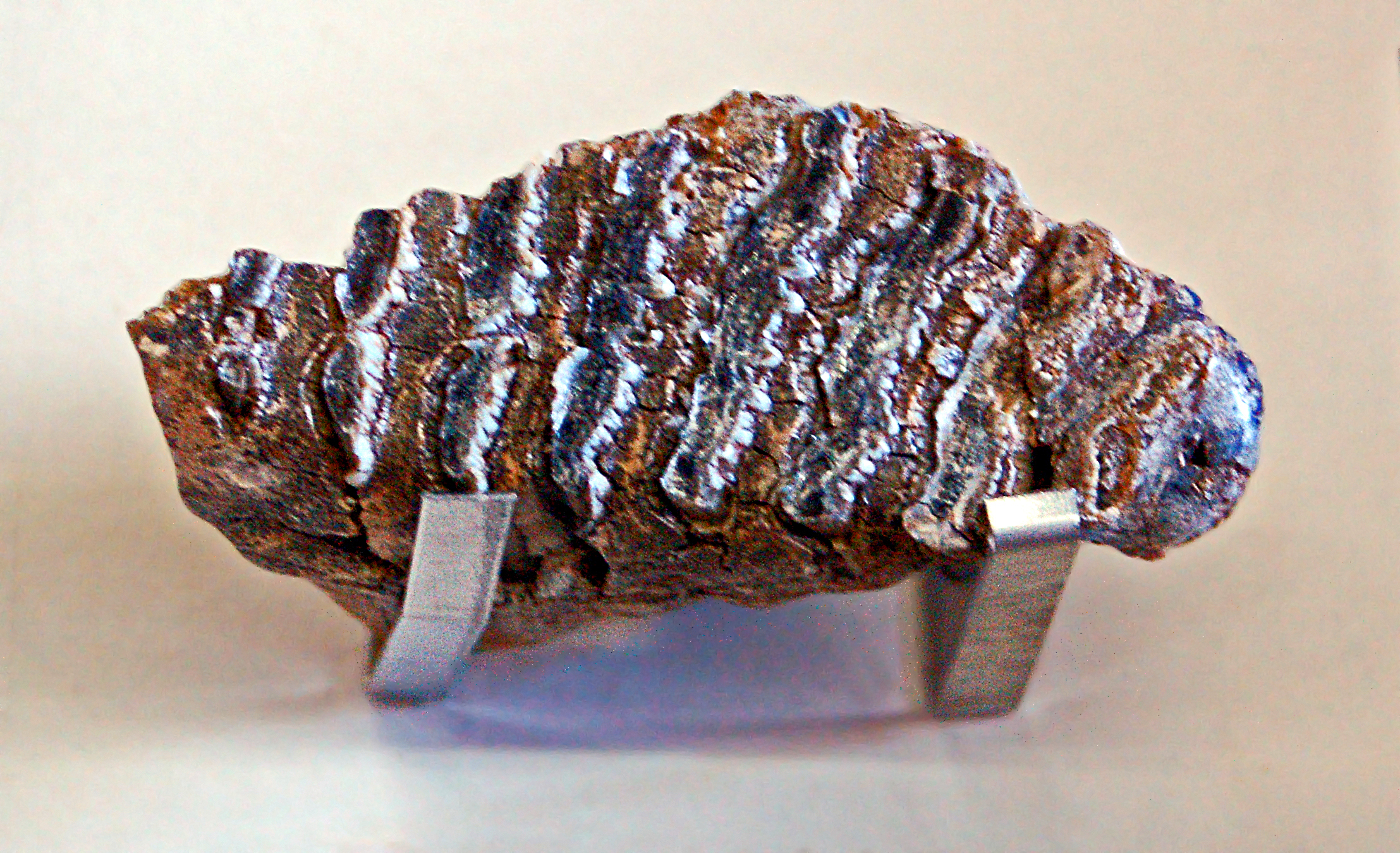
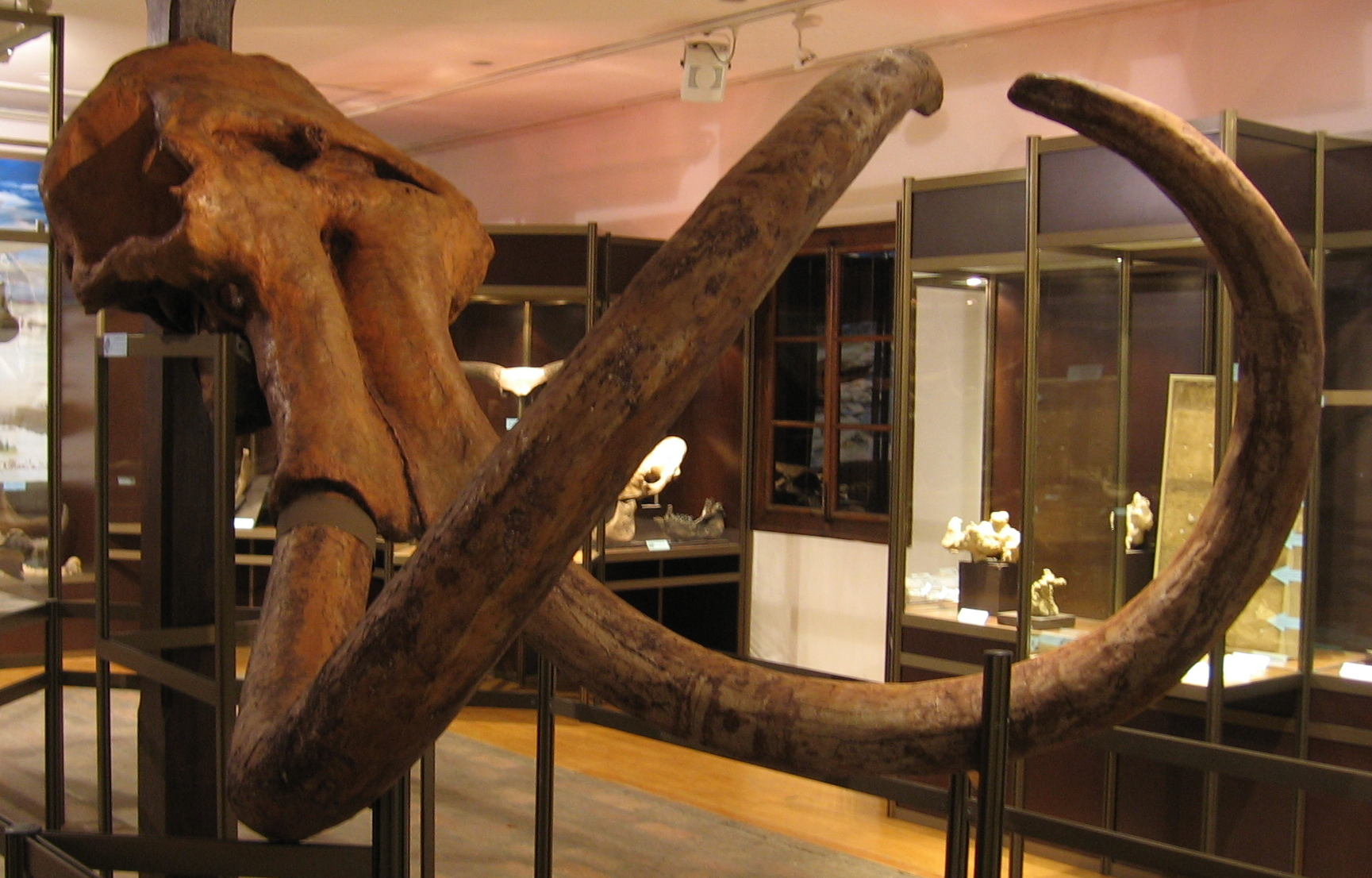

## Mô tả
M.sungri cao từ 4-4,5 m (13–15 ft) tính đến vai. Một hóa thạch cho thấy xương cánh tay dài khoảng 1,45 m. Một ước tính khối lượng cho thấy nó nặng khoảng 6.000 - 9.000 kg.